# منتخب الكاميرون لكرة السلة
منتخب الكاميرون لكرة السلة هو ممثل الكاميرون الرسمي في المنافسات الدولية في كرة السلة. ينتمي إلى منطقة الاتحاد الأفريقي لكرة السلة. انضم إلى الاتحاد الدولي لكرة السلة في عام 1965.

## البطولات التي شارك فيها
- بطولة أفريقيا لكرة السلة